# Decatur (Tennessee)
Decatur é uma cidade  localizada no estado norte-americano de Tennessee, no Condado de Meigs.

## Demografia
Segundo o censo norte-americano de 2000, a sua população era de 1395 habitantes.
Em 2006, foi estimada uma população de 1459, um aumento de 64 (4.6%).

## Geografia
De acordo com o United States Census Bureau tem uma área de
6,6 km², dos quais 6,6 km² cobertos por terra e 0,0 km² cobertos por água. Decatur localiza-se a aproximadamente 227 m acima do nível do mar.

## Localidades na vizinhança
O diagrama seguinte representa as localidades num raio de 28 km ao redor de Decatur.